# 羅伯特·路德維爾·雅特·佩頓
羅伯特·路德維爾·雅特·佩頓（英語：Robert Ludwell Yates Peyton；1822年2月8日—1863年9月3日），是一名美國政治人物、士兵和律師，曾為美利堅聯盟國陸軍軍官和南北戰爭時期美利堅聯盟國國會的議員。

## 生平
佩頓在維吉尼亞州勞登縣出生，曾於1858年擔任密苏里州参议院議員。南北戰爭期間，他曾是密蘇里州美利堅聯盟國臨時國會代表，之後當選為美利堅聯盟國參議院議員。另外，佩頓也是美利堅聯盟國陸軍上校。
佩頓在保衛維克斯堡時患上疟疾，令他在1863年9月3日於阿拉巴馬州巴拉頓斯普林斯去世。